# Arlington (Iowa)
Arlington és una població dels Estats Units a l'estat d'Iowa. Segons el cens del 2000 tenia 490 habitants.

## Demografia
Segons el cens del 2000, Arlington tenia 490 habitants, 212 habitatges, i 140 famílies. La densitat de població era de 180,2 habitants per km².
Dels 212 habitatges en un 25,9% hi vivien nens de menys de 18 anys, en un 52,4% hi vivien parelles casades, en un 9,4% dones solteres, i en un 33,5% no eren unitats familiars. En el 30,2% dels habitatges hi vivien persones soles el 17,5% de les quals corresponia a persones de 65 anys o més que vivien soles. El nombre mitjà de persones vivint en cada habitatge era de 2,31 i el nombre mitjà de persones que vivien en cada família era de 2,87.
Per edats la població es repartia de la següent manera: un 25,9% tenia menys de 18 anys, un 5,3% entre 18 i 24, un 22,4% entre 25 i 44, un 24,7% de 45 a 60 i un 21,6% 65 anys o més.
L'edat mediana era de 43 anys. Per cada 100 dones de 18 o més anys hi havia 83,3 homes.
La renda mediana per habitatge era de 30.357 $ i la renda mediana per família de 37.083 $. Els homes tenien una renda mediana de 25.938 $ mentre que les dones 17.031 $. La renda per capita de la població era de 14.643 $. Entorn de l'11,9% de les famílies i el 14,9% de la població estaven per davall del llindar de pobresa.

## Poblacions més properes
El següent diagrama mostra les poblacions més properes.